# マリー・フォン・シュヴァルツブルク＝ルードルシュタット
マリー・フォン・シュヴァルツブルク＝ルードルシュタット（Marie von Schwarzburg-Rudolstadt, 1850年1月29日 - 1922年4月22日）は、ドイツのシュヴァルツブルク＝ルードルシュタット家の侯女で、メクレンブルク＝シュヴェリーン大公フリードリヒ・フランツ2世の3番目の妻。

## 生涯
シュヴァルツブルク＝ルードルシュタット侯子アドルフ（1801年 - 1875年）とその妻のシェーンブルク＝ヴァルデンブルク侯女マティルデ（1826年 - 1914年）の間の第1子、長女として、当時のメクレンブルク＝シュヴェリーンに生まれた。弟は最後のシュヴァルツブルク＝ルードルシュタット侯ギュンター・ヴィクトルである。1868年7月4日にルードルシュタットにおいて、フリードリヒ・フランツ2世と結婚した。夫はすでに2人の妻と死別しており、マリーより27歳年上だった。夫妻は3男1女の4人の子女をもうけた。
1922年、末息子ハインリヒの46歳の誕生日を祝うためにオランダのデン・ハーグを訪れていた際に亡くなった。遺骸はノールデインデ宮殿からデン・ハーグHS駅に運ばれ、列車でメクレンブルクに送られた。

## 子女
- エリーザベト・アレクサンドリーネ・マティルデ・アウグステ（1869年 - 1955年） - 1896年、オルデンブルク大公フリードリヒ・アウグストと結婚
- フリードリヒ・ヴィルヘルム・アドルフ・ギュンター（1871年 - 1897年）
- アドルフ・フリードリヒ・アルブレヒト・ハインリヒ（1873年 - 1969年）
- ハインリヒ・ヴラディーミル・アルブレヒト・エルンスト（1876年 - 1934年） - 1901年、オランダ女王ウィルヘルミナの王配